# Tanjung Kemuning II
Tanjung Kemuning II is een bestuurslaag in het regentschap Kaur van de provincie Bengkulu, Indonesië. Tanjung Kemuning II telt 548 inwoners (volkstelling 2010).